# Kopjesbekermos
Het kopjesbekermos (Cladonia fimbriata) is een korstmos uit het geslacht Cladonia. Hij groeit op steen, op bomen, op hout en op de grond. De grondschubben zijn vrij klein met een witte onderkant. Het leeft in symbiose met de alg Trebouxioid.

## Determinatie
De holle, ongeveer 2 cm lange, lichtgrijze tot licht groenige stelen (podetiën) van het korstmos vrij plotseling in bokaal- tot trechtervormige bekers kunnen eindigen. De bekers zijn tot ongeveer 4 mm breed en opvallend regelmatig van vorm. De bekers zijn grijsgroen of grotendeels bruin aangelopen. De bekerrand is vaak voorzien van bruine tot zwarte puntvormige pycnidiën (kogelvormige “vruchtlichaampjes” waaruit ongeslachtelijke sporen worden afgegeven). Grondschubben zijn groen tot grijsgroen, meestal gedeeltelijk bruin aangelopen en vrij klein (1 × 3 mm). De onderkant van de grondschubben is wit. Zowel de stammetjes als de bekertjes zijn met fijne sorediën bedekt en wekt daardoor een melige uiterlijk. Apotheciën zijn bruin en zeldzaam aanwezig. Thallusschubben en podetiën kleuren rood wanneer deze met P+ worden besprenkelt.

## Verspreiding
Kopjesbekermos komt veel voor en komt in heel Europa voor op zand- en zandleembodems. Soms groeien ze ook op verrot hout of aan de voet van boomstammen op lichtrijke locaties. In Nederland is het een vrij algemene soort. Hij is niet bedreigd en staat niet op de rode lijst.

## Fotogalerij

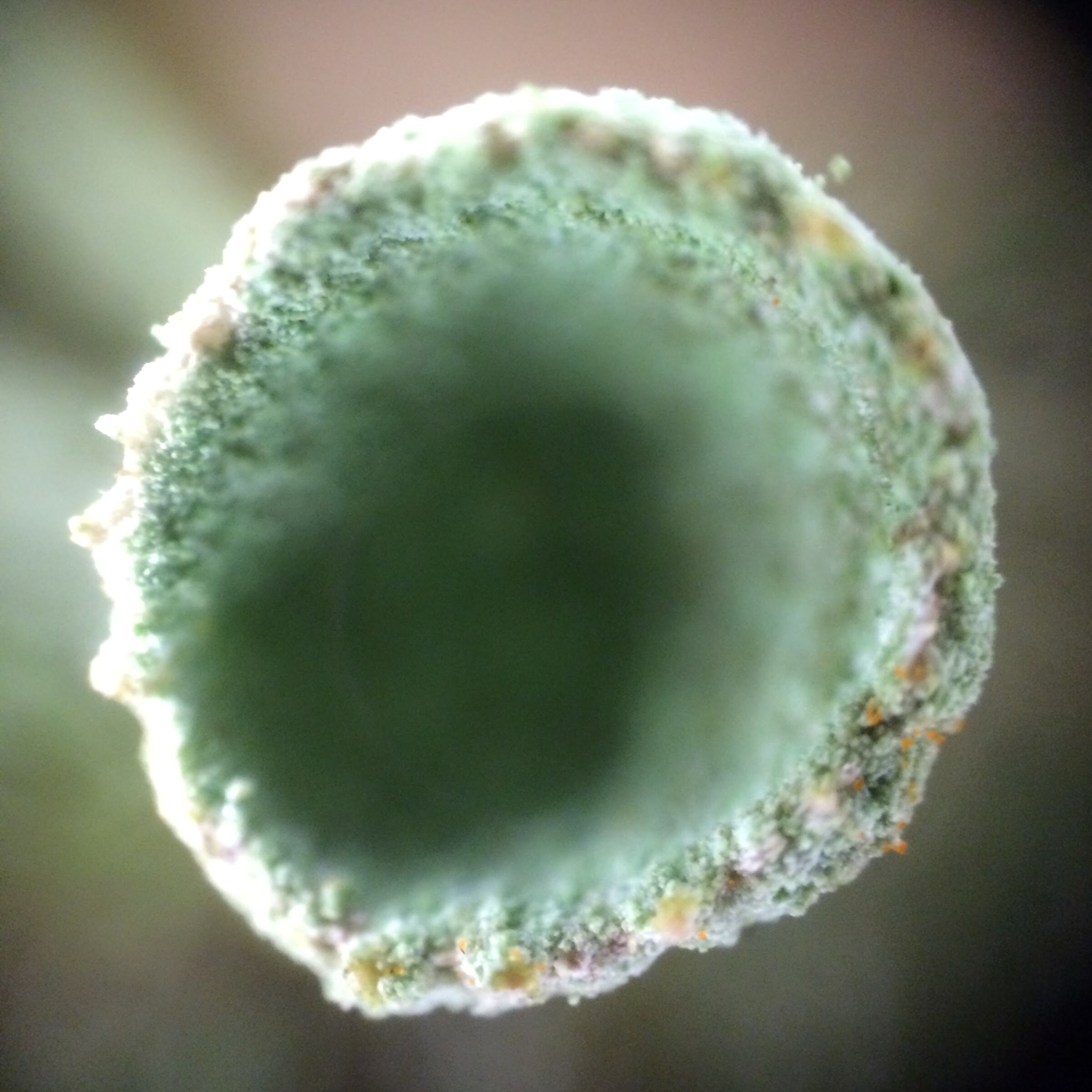
Bovenaanzicht beker
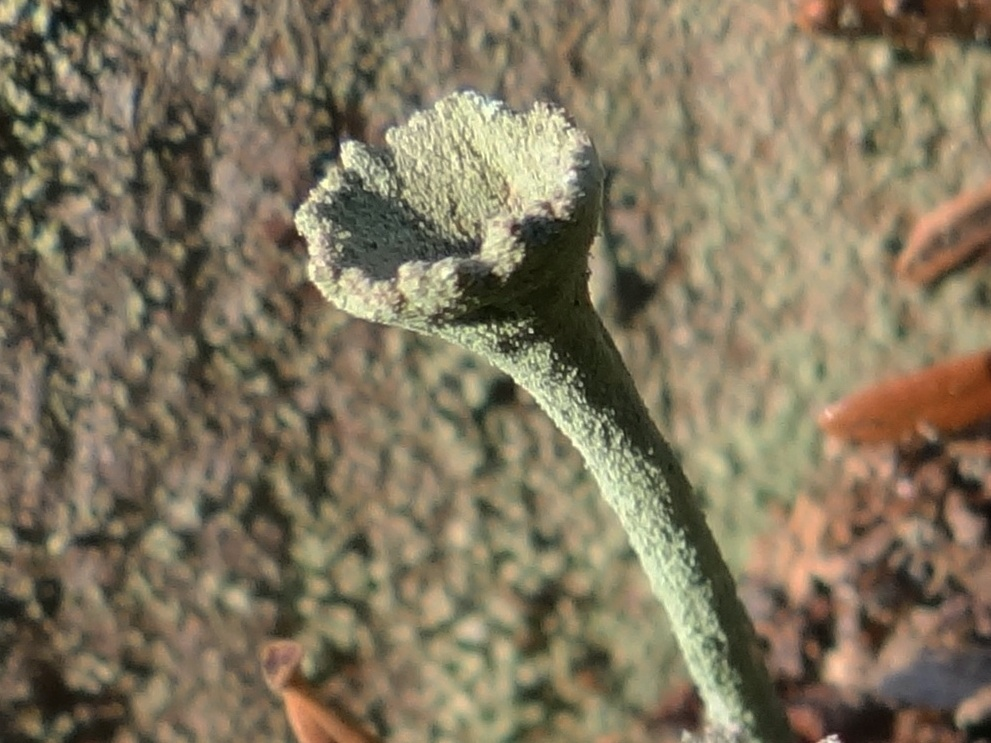
Beker met steel (podetia)
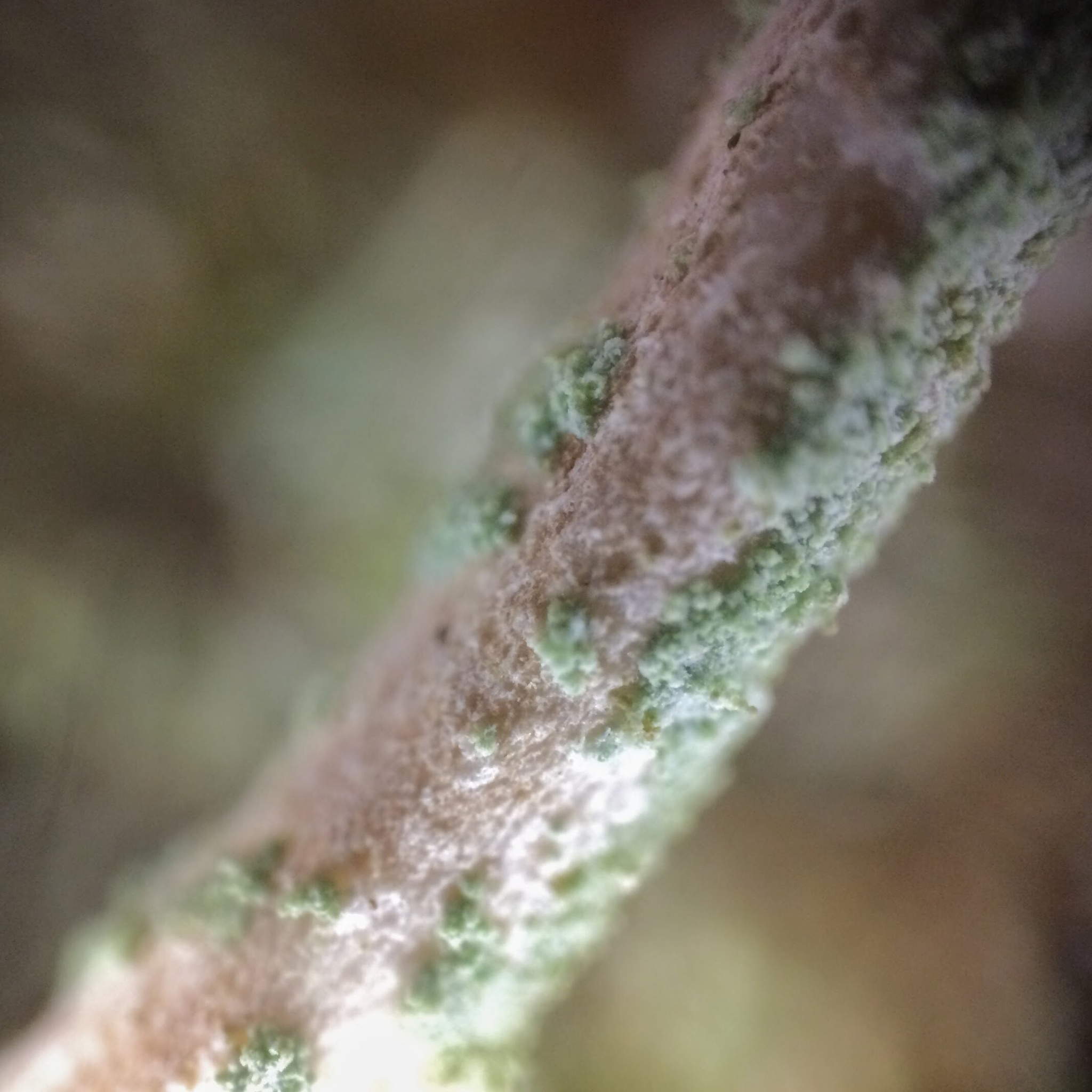
Zijaanzicht podetia
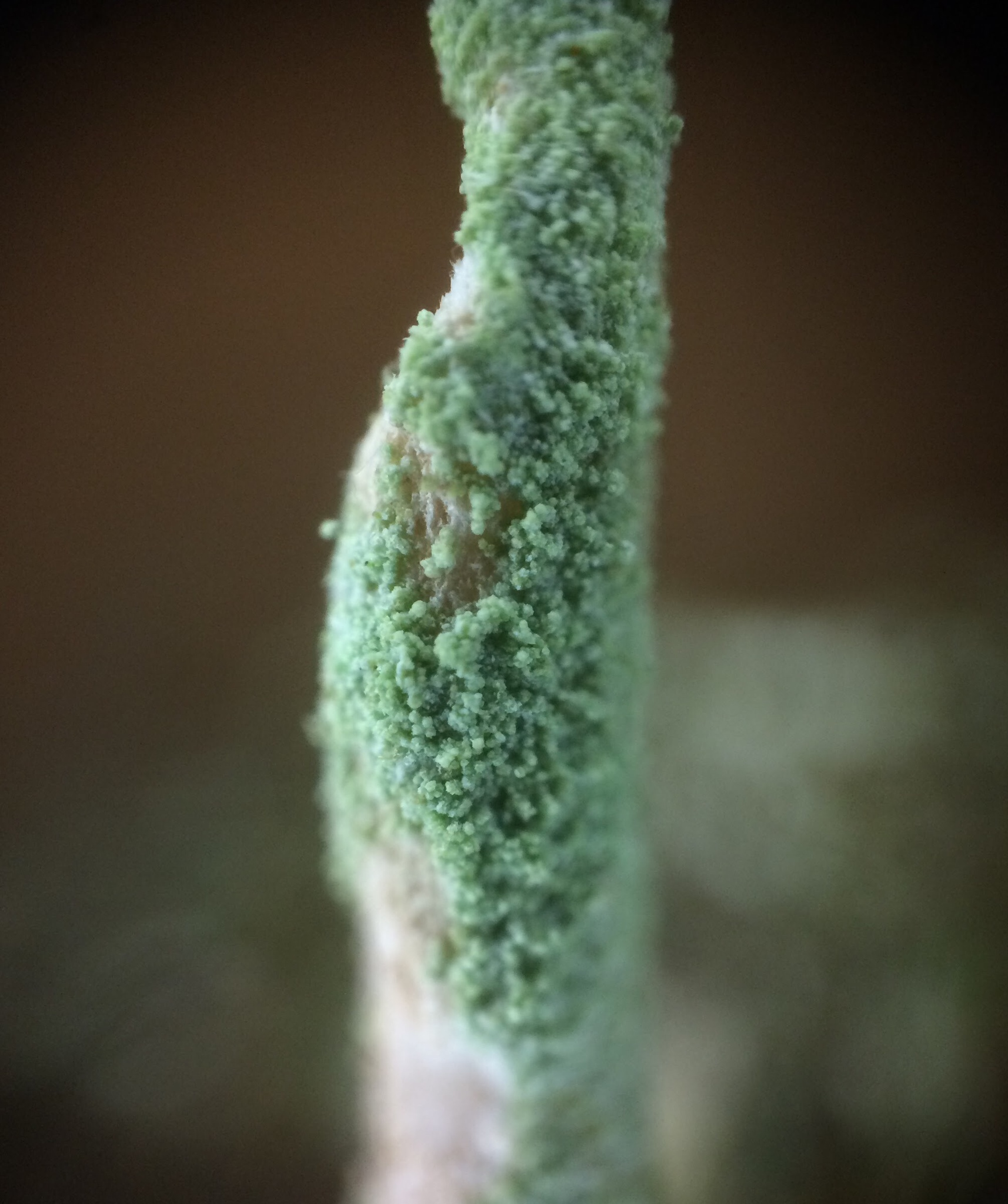
Steel bedekt met sorediën
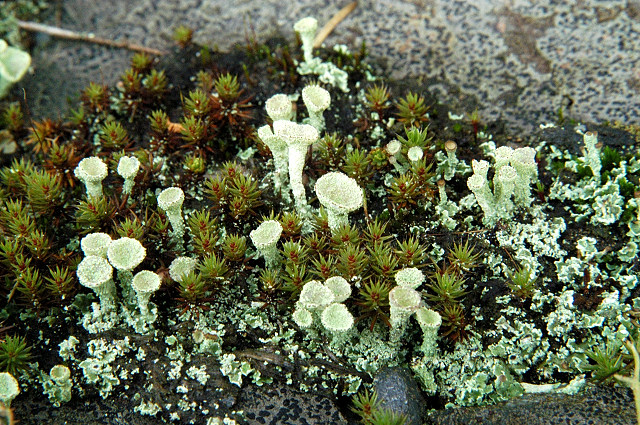
Leefgebied